# Млынец-Первши
Млынец-Первши — деревня в гмине Любич Торуньского повета Куявско-Поморского воеводства в центральной части севера Польши.